# Follainville-Dennemont
Follainville-Dennemont là một xã thuộc tỉnh Yvelines, trong vùng Île-de-France, Pháp.
Xã Follainville-Dennemont nằm trong chu vi của công viên tự nhiên vùng Vexin Pháp.
Tên gọi Dennemont có nguồn gốc từ tiếng Latin Dianae mons, các núi của Diane.
Người dân địa phương trong tiếng Pháp gọi là Follainvillois.